# 공군대학교 (미국)
공군대학교(Air University)는 앨라배마주 몽고메리에 있는 미국 공군 교육훈련사령부 예하 군사 대학교이다.

## 역사

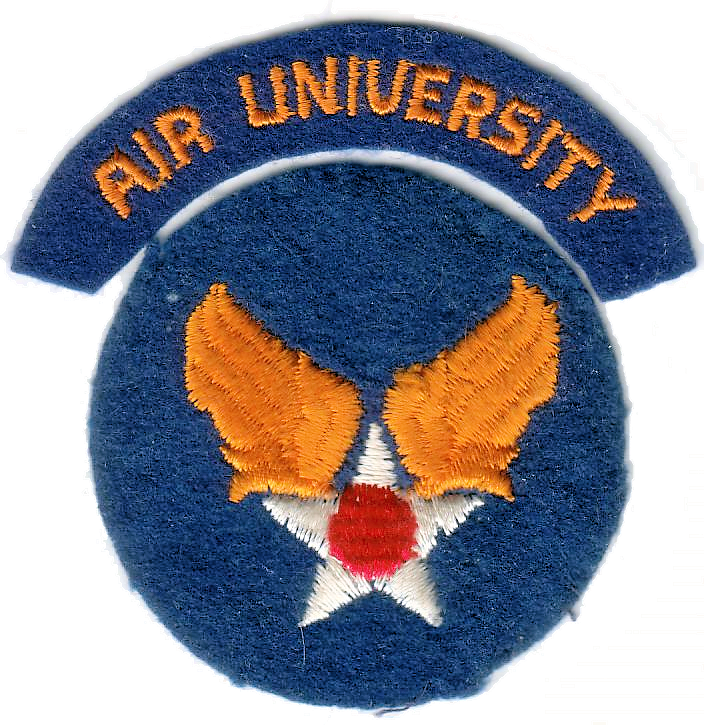
제2차 세계 대전 항공군 시절의 문장

1920년 3월 12일에 개교하였다.

## 분교
1929년 미국 펜실베이니아주 해리스버그에 제1분교가 설치되었고 1944년 미국 캔자스주 위치토에 제2분교가 설치되었으며 1947년 미국 버지니아주 알링턴 군에 제3분교가 설치되었다.

## 조직

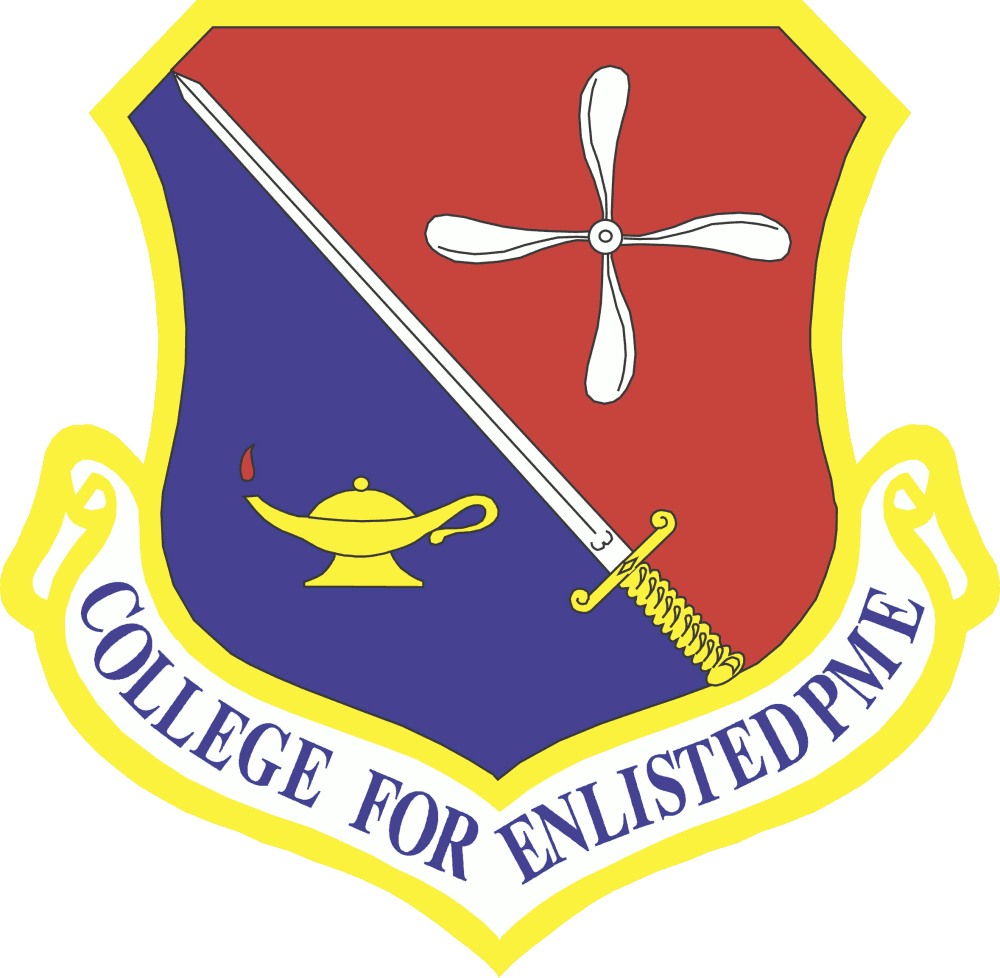
EPME 대학
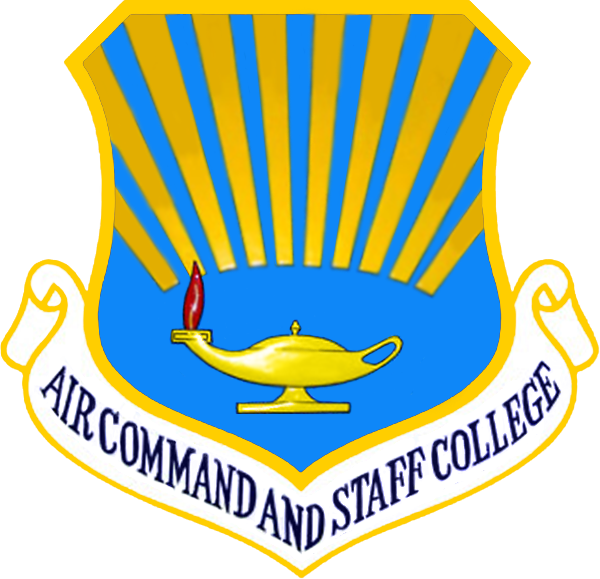
공군지휘참모대학
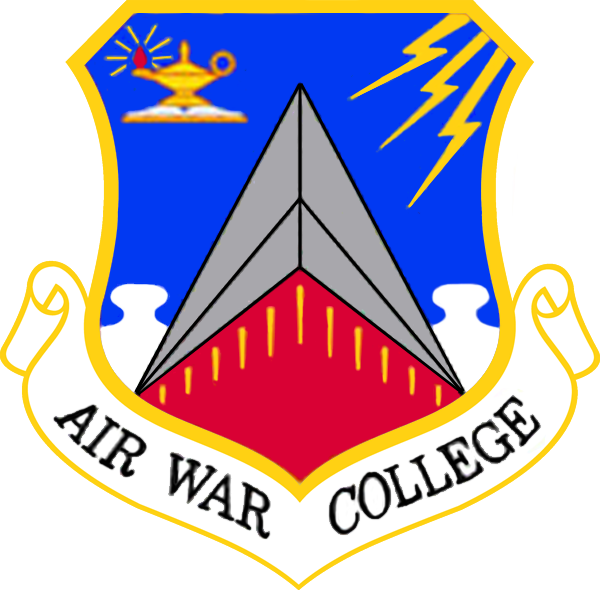
공군대학
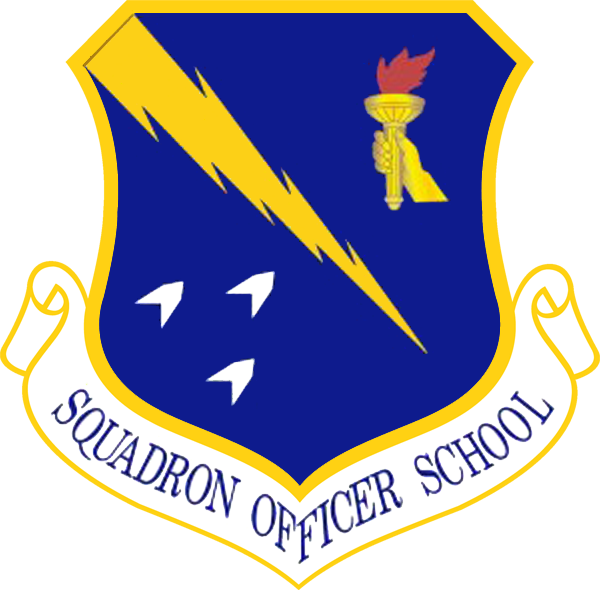
전대장교학교
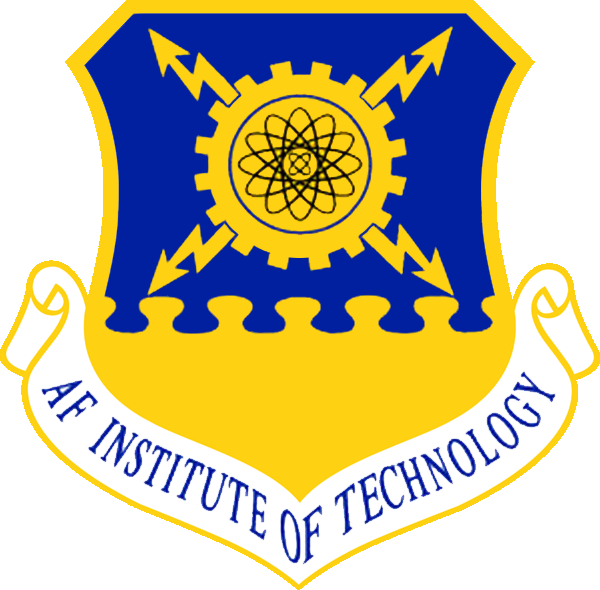
공군 기술대학원
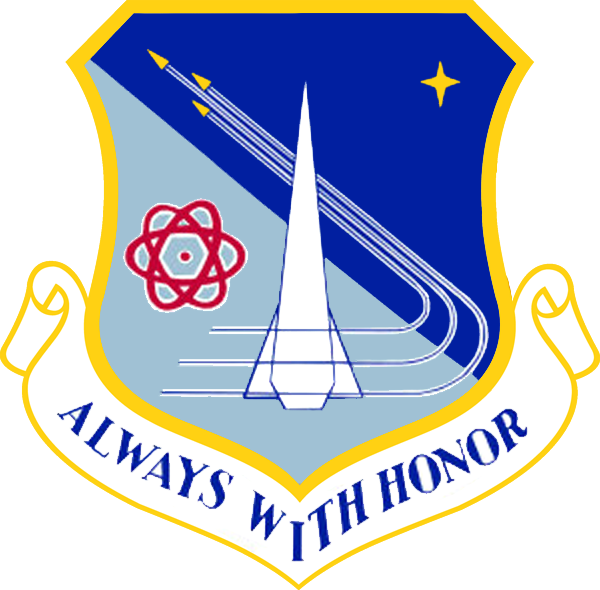
공군 사관훈련학교
공군 예비역장교훈련대
공군 청소년 학군단 훈련대
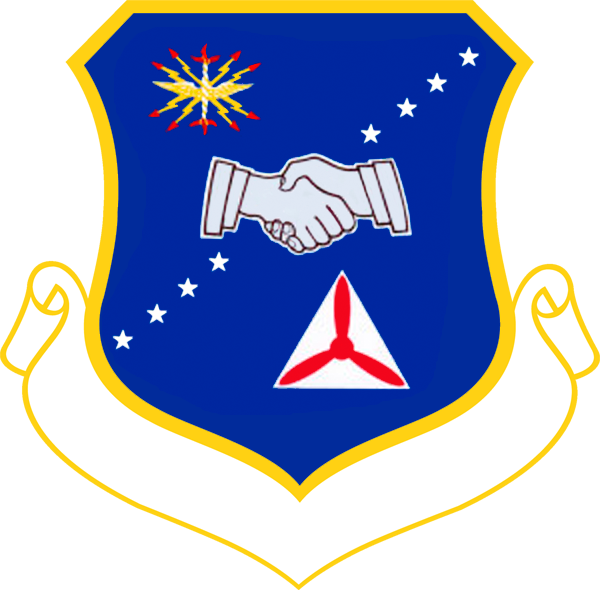
민간 항공 순찰대

## 같이 보기
- 미국 육군대학교
- 해병대 대학교